# Blato, Slovenske Konjice
Blato este o localitate din comuna Slovenske Konjice, Slovenia, cu o populație de 93 de locuitori.